# Гањаго (Новара)
Гањаго је насеље у Италији у округу Новара, региону Пијемонт.
Према процени из 2011. у насељу је живело 203 становника. Насеље се налази на надморској висини од 344 м.